# 진건초등학교 축구단
진건초등학교 축구부는 대한민국 경기도 남양주시에 있는 초등학교 축구부이다. 진건초등학교가 운영하는 축구부로, 1993년에 창단 되었다.

## 참고 자료
- “KFA 통합경기정보 시스템”. 대한축구협회.

## 같이 보기
- 진건초등학교